# Hystricones vagans
Hystricones vagans es una especie de coleóptero de la familia Zopheridae que habita en las islas Samoa.